# Grand Prix automobile d'Italie 1990
GP précédent GP suivant
Le Grand Prix automobile d'Italie 1990 (Coca-Cola 61° Gran Premio d'Italia) disputé sur le circuit de Monza, en Italie, le 9 septembre 1990, est la quarantième édition du Grand Prix, la 496e épreuve de l'histoire du championnat du monde de Formule 1 courue depuis 1950 et la douzième manche du championnat 1990.

## Contexte avant le Grand Prix
L'autodrome de Monza dévoile ses installations rénovées après un an et demi de travaux : nouveaux stands, salons VIP spacieux et nouvelle salle de presse. Nigel Mansell calme les critiques en réaffirmant son engagement envers Ferrari. qui l'accueille à Monza avec un sac rempli de lettres d'encouragement des tifosi. Ferrari présente quatre voitures pour Prost et Mansell, avec un V12 amélioré. Les Ligier, Coloni, Arrows et AGS apportent des innovations.
Les écuries testent les nouveaux pneus Goodyear ; certains préfèrent la nouvelle gomme à l'avant et l'ancienne à l'arrière. L'éventail de pneus proposé va des types A, très durs, aux nouveaux E, ultra-tendres.

## Qualifications

### Préqualifications
Le vendredi matin, Olivier Grouillard réalise le meilleur temps malgré un accident causé par un bris de suspension. Bertrand Gachot, second, met en avant les progrès de la Coloni en devançant les AGS. Les Eurobrun de Roberto Moreno et de Langes, en manque de développement, ne font que de la figuration. Bruno Giacomelli et sa Life réalisent un temps à trente-deux secondes de la pole position.

### Classement des préqualifications
| Pos. | Pilote             | Voiture       | Chrono         | Écart      |
| ---- | ------------------ | ------------- | -------------- | ---------- |
| 1    | Olivier Grouillard | Osella-Ford   | 1 min 26 s 947 |            |
| 2    | Bertrand Gachot    | Coloni-Ford   | 1 min 27 s 594 | + 0 s 647  |
| 3    | Gabriele Tarquini  | AGS-Ford      | 1 min 27 s 773 | + 0 s 826  |
| 4    | Yannick Dalmas     | AGS-Ford      | 1 min 28 s 113 | + 1 s 166  |
| 5    | Roberto Moreno     | Eurobrun-Judd | 1 min 28 s 703 | + 1 s 756  |
| 6    | Claudio Langes     | Eurobrun-Judd | 1 min 35 s 061 | + 8 s 114  |
| 7    | Bruno Giacomelli   | Life          | 1 min 55 s 244 | + 28 s 297 |

### Qualifications
Les qualifications du Grand Prix de Monza en 1990 sont marquées par une lutte acharnée pour la pole position. Senna établit un temps de référence avant des problèmes mécaniques et Prost prend temporairement la pole. Senna reprend finalement la tête. Jean Alesi place sa Tyrrell au cinquième rang.

### Résultats des qualifications
| Pos. | Pilote             | Écurie            | Qualifications 1 | Qualifications 2 | Écart  |
| ---- | ------------------ | ----------------- | ---------------- | ---------------- | ------ |
| 1    | Ayrton Senna       | McLaren-Honda     | 1:22.972         | 1:22.533         |        |
| 2    | Alain Prost        | Ferrari           | 1:23.497         | 1:22.935         | +0.402 |
| 3    | Gerhard Berger     | McLaren-Honda     | 1:23.239         | 1:22.936         | +0.403 |
| 4    | Nigel Mansell      | Ferrari           | 1:23.141         | 1:23.720         | +0.608 |
| 5    | Jean Alesi         | Tyrrell-Ford      | 1:24.159         | 1:23.526         | +0.993 |
| 6    | Thierry Boutsen    | Williams-Renault  | 1:24.042         | 1:23.984         | +1.451 |
| 7    | Riccardo Patrese   | Williams-Renault  | 1:24.253         | 1:24.555         | +1.720 |
| 8    | Alessandro Nannini | Benetton-Ford     | 1:25.567         | 1:24.583         | +2.050 |
| 9    | Nelson Piquet      | Benetton-Ford     | 1:24.699         | 1:24.987         | +2.166 |
| 10   | Maurício Gugelmin  | Leyton House-Judd | 1:26.170         | 1:25.556         | +3.023 |
| 11   | Martin Donnelly    | Lotus-Lamborghini | 1:26.110         | 1:25.629         | +3.096 |
| 12   | Derek Warwick      | Lotus-Lamborghini | 1:25.728         | 1:25.677         | +3.144 |
| 13   | Éric Bernard       | Lola-Lamborghini  | 1:25.927         | 1:26.154         | +3.394 |
| 14   | Satoru Nakajima    | Tyrrell-Ford      | 1:26.449         | 1:26.081         | +3.548 |
| 15   | Pierluigi Martini  | Minardi-Ford      | 1:26.330         | 1:26.516         | +3.797 |
| 16   | Ivan Capelli       | Leyton House-Judd | 1:26.712         | 1:26.735         | +4.179 |
| 17   | Stefano Modena     | Brabham-Judd      | 1:26.950         | 1:27.997         | +4.417 |
| 18   | Aguri Suzuki       | Lola-Lamborghini  | 1:27.074         | 1:26.962         | +4.429 |
| 19   | Emanuele Pirro     | Dallara-Ford      | 1:27.790         | 1:26.964         | +4.431 |
| 20   | Philippe Alliot    | Ligier-Ford       | 1:27.153         | 1:27.043         | +4.510 |
| 21   | Alex Caffi         | Arrows-Ford       | 1:27.828         | 1:27.410         | +4.877 |
| 22   | Michele Alboreto   | Arrows-Ford       | 1:27.784         | 1:27.448         | +4.915 |
| 23   | Olivier Grouillard | Osella-Ford       | 1:27.541         | 1:28.228         | +5.008 |
| 24   | Yannick Dalmas     | AGS-Ford          | 1:28.564         | 1:27.673         | +5.140 |
| 25   | Andrea De Cesaris  | Dallara-Ford      | 1:27.772         | 1:27.749         | +5.216 |
| 26   | Nicola Larini      | Ligier-Ford       | 1:28.626         | 1:27.937         | +5.404 |
| 27   | Gabriele Tarquini  | AGS-Ford          | 1:28.107         | 1:28.256         | +5.574 |
| 28   | Paolo Barilla      | Minardi-Ford      | 1:28.258         | 1:28.521         | +5.725 |
| 29   | David Brabham      | Brabham-Judd      | 1:28.382         | 1:30.446         | +5.849 |
| 30   | Bertrand Gachot    | Coloni-Ford       | 1:28.952         | 1:30.140         | +6.419 |

## Course

### Déroulement de l'épreuve
155 000 tifosi scandent leur soutien aux Ferrari, en particulier à Alain Prost, meilleur temps du warm-up avec la meilleure vitesse de pointe. Ayrton Senna, en quête de revanche après trois défaites successives, prend un départ parfait.
La course est marquée par le spectaculaire accident de Derek Warwick dont il sort indemne. Senna maintient son avance sur Prost, avec des batailles animées en milieu de peloton et quelques abandons.
Senna et Prost se lancent dans un duel acharné, battant plusieurs fois le record du tour. Malgré ses problèmes de pneus, Senna remporte la course, suivi de Prost, Berger, Mansell et Patrese, cinquième. 

### Classement de la course
| Pos. | No | Pilote             | Écurie            | Tours | Temps/Abandon                      | Grille | Points |
| ---- | -- | ------------------ | ----------------- | ----- | ---------------------------------- | ------ | ------ |
| 1    | 27 | Ayrton Senna       | McLaren-Honda     | 53    | 1 h 17 min 57 s 878 (236,569 km/h) | 1      | 9      |
| 2    | 1  | Alain Prost        | Ferrari           | 53    | + 6 s 054                          | 2      | 6      |
| 3    | 28 | Gerhard Berger     | McLaren-Honda     | 53    | + 7 s 404                          | 3      | 4      |
| 4    | 2  | Nigel Mansell      | Ferrari           | 53    | + 56 s 219                         | 4      | 3      |
| 5    | 6  | Riccardo Patrese   | Williams-Renault  | 52    | + 1 min 25 s 274                   | 7      | 2      |
| 6    | 3  | Satoru Nakajima    | Tyrrell-Ford      | 52    | + 1 tour                           | 14     | 1      |
| 7    | 20 | Nelson Piquet      | Benetton-Ford     | 52    | + 1 tour                           | 9      |        |
| 8    | 19 | Alessandro Nannini | Benetton-Ford     | 52    | + 1 tour                           | 8      |        |
| 9    | 10 | Alex Caffi         | Arrows-Ford       | 51    | + 2 tours                          | 21     |        |
| 10   | 22 | Andrea De Cesaris  | BMS Dallara-Ford  | 51    | + 2 tours                          | 25     |        |
| 11   | 25 | Nicola Larini      | Ligier-Ford       | 51    | + 2 tours                          | 26     |        |
| 12   | 9  | Michele Alboreto   | Arrows-Ford       | 50    | Sortie de piste                    | 22     |        |
| 13   | 26 | Philippe Alliot    | Ligier-Ford       | 50    | + 3 tours                          | 20     |        |
| Nc.  | 18 | Yannick Dalmas     | AGS-Ford          | 45    | Non classé                         | 24     |        |
| Abd. | 16 | Ivan Capelli       | Leyton House-Judd | 36    | Boîte de vitesses                  | 16     |        |
| Abd. | 30 | Aguri Suzuki       | Lola-Lamborghini  | 36    | Panne électrique                   | 18     |        |
| Abd. | 14 | Olivier Grouillard | Osella-Ford       | 27    | Roulement de roue                  | 23     |        |
| Abd. | 15 | Mauricio Gugelmin  | Leyton House-Judd | 24    | Moteur                             | 10     |        |
| Abd. | 8  | Stefano Modena     | Brabham-Judd      | 21    | Soupape                            | 17     |        |
| Abd. | 5  | Thierry Boutsen    | Williams-Renault  | 18    | Suspension                         | 6      |        |
| Abd. | 11 | Derek Warwick      | Lotus-Lamborghini | 15    | Embrayage                          | 12     |        |
| Abd. | 21 | Emanuele Pirro     | BMS Dallara-Ford  | 14    | Sortie de piste                    | 19     |        |
| Abd. | 12 | Martin Donnelly    | Lotus-Lamborghini | 13    | Moteur                             | 11     |        |
| Abd. | 29 | Éric Bernard       | Lola-Lamborghini  | 10    | Embrayage                          | 13     |        |
| Abd. | 23 | Pierluigi Martini  | Minardi-Ford      | 7     | Suspension                         | 15     |        |
| Abd. | 4  | Jean Alesi         | Tyrrell-Ford      | 4     | Sortie de piste                    | 5      |        |
| Nq.  | 17 | Gabriele Tarquini  | AGS-Ford          |       | Non qualifié                       |        |        |
| Nq.  | 24 | Paolo Barilla      | Minardi-Ford      |       | Non qualifié                       |        |        |
| Nq.  | 7  | David Brabham      | Brabham-Judd      |       | Non qualifié                       |        |        |
| Nq.  | 31 | Bertrand Gachot    | Coloni-Ford       |       | Non qualifié                       |        |        |
| Npq. | 33 | Roberto Moreno     | Eurobrun-Judd     |       | Non préqualifié                    |        |        |
| Npq. | 34 | Claudio Langes     | Eurobrun-Judd     |       | Non préqualifié                    |        |        |
| Npq. | 39 | Bruno Giacomelli   | Life-Rocchi       |       | Non préqualifié                    |        |        |

## Pole position et record du tour
- Pole position :  Ayrton Senna (McLaren-Honda) en 1 min 22 s 533 (vitesse moyenne : 252,990 km/h)[2].
- Meilleur tour en course :  Ayrton Senna (McLaren-Honda) en 1 min 26 s 254 au 46e tour (vitesse moyenne : 242,076 km/h)[3].

## Tours en tête
- Ayrton Senna (McLaren-Honda) : 53 tours (1-53)[4].

## Statistiques
- 26e victoire pour Ayrton Senna ;
- 20e podium pour Nigel Mansell ;
- 50e Grand Prix pour Pierluigi Martini
- 86e victoire pour McLaren en tant que constructeur ;
- 58e victoire pour Honda en tant que motoriste ;
- La course est stoppée après le deuxième tour à cause d'un accident de Derek Warwick dans la Parabolica à la fin du premier tour ; il repart avec son mulet lors d'un second départ pour parcourir la totalité de la distance originale.

## Classements généraux à l'issue de la course
| Pos. | Pilote             | Écurie            | Points |
| ---- | ------------------ | ----------------- | ------ |
| 1    | Ayrton Senna       | McLaren-Honda     | 72     |
| 2    | Alain Prost        | Ferrari           | 56     |
| 3    | Gerhard Berger     | McLaren-Honda     | 37     |
| 4    | Thierry Boutsen    | Williams-Renault  | 27     |
| 5    | Nelson Piquet      | Benetton-Ford     | 24     |
| 6    | Riccardo Patrese   | Williams-Renault  | 17     |
| 7    | Nigel Mansell      | Ferrari           | 16     |
| 8    | Alessandro Nannini | Benetton-Ford     | 16     |
| 9    | Jean Alesi         | Tyrrell-Ford      | 13     |
| 10   | Ivan Capelli       | Leyton House-Judd | 6      |
| 11   | Éric Bernard       | Lola-Lamborghini  | 5      |
| 12   | Derek Warwick      | Lotus-Lamborghini | 3      |
| 13   | Alex Caffi         | Arrows-Ford       | 2      |
| 14   | Satoru Nakajima    | Tyrrell-Ford      | 2      |
| 15   | Stefano Modena     | Brabham-Judd      | 2      |
| 16   | Maurício Gugelmin  | Leyton House-Judd | 1      |
| 17   | Aguri Suzuki       | Lola-Lamborghini  | 1      |

| Pos. | Écurie            | Points |
| ---- | ----------------- | ------ |
| 1    | McLaren-Honda     | 109    |
| 2    | Ferrari           | 72     |
| 3    | Williams-Renault  | 44     |
| 4    | Benetton-Ford     | 40     |
| 5    | Tyrrell-Ford      | 15     |
| 6    | Leyton House-Judd | 7      |
| 7    | Lola-Lamborghini  | 6      |
| 8    | Lotus-Lamborghini | 3      |
| 9    | Arrows-Ford       | 2      |
| 10   | Brabham-Judd      | 2      |